# Сальница (река, впадает в Кандалакшский залив)
Сальница — река в Мурманской области России. Протекает по территории Терского района. Впадает в Кандалакшский залив Белого моря.
Длина реки составляет 23 км, площадь водосборного бассейна — 121 км².
Берёт начало в озере Каменное на высоте 114,2 м над уровнем моря. Протекает по лесной, местами болотистой местности. Порожиста. Проходит через озёра: Верхнее Сальницкое и Нижнее Сальницкое. Основной приток Черновский. Впадает в Кандалакшский залив Белого моря. Населённых пунктов на реке нет, ранее на реке располагалась деревня Сальница.

## Данные водного реестра
По данным государственного водного реестра России относится к Баренцево-Беломорскому бассейновому округу, водохозяйственный участок реки — реки бассейна Белого моря от западной границы бассейна реки Йоканга (мыс Святой Нос) до восточной границы бассейна реки Нива, без реки Поной. Речной бассейн реки — бассейны рек Кольского полуострова и Карелии.
Код объекта в государственном водном реестре — 02020000212101000008490.